# 218 Bianca
218 Bianca (mednarodno ime je tudi 218 Bianca) je asteroid tipa S v glavnem asteroidnem pasu. 

## Odkritje
Asteroid je odkril avstrijski astronom Johann Palisa 4. septembra 1880 v Pulju . Imenuje se po operni pevki Biancha Bianchi (njeno pravo ime je bilo Bertha Schwarz).

## Lastnosti
Asteroid Bianca obkroži Sonce v 4,35 letih. Njegova tirnica ima izsrednost 0,118 nagnjena pa je za 15,231° proti ekliptiki. Njegov premer je 60,62 km, okoli svoje osi se zavrti v 6,337 h .